# 유진우 (정치인)
유진우(柳珍牛, 1967년 2월 20일 ~ )은 대한민국의 제7·8·9대 전라북도 김제시의원이다.

## 학력
- 전주신흥중학교 졸업
- 전주생명과학고등학교 졸업
- 서해대학교 경찰경호과 졸업

## 경력
- 농협 중앙회 근무
- 한우농장 운영
- 만경읍 청년회 운영위원
- 만경읍 의용소방대
- 만경읍 주민자치위원회 위원
- 생활체육만경축구단 자문위원
- 민주당 김제시 지구당 상무위원
- 민주당 김제시 지구당 청년위원회 부위원장
- 만경읍 발전추진위원회 부위원장
- 새정치민주연합 김제시 지구당 상무위원
- 새정치민주연합 김제시 지구당 청년위원회 부위원장
- 2014.07 ~ 2018.06 제7대 전라북도 김제시의회 의원
- 2014.07 ~ 2016.07 제7대 전라북도 김제시의회 전반기 안전개발위원회 위원
- 2016.07 ~ 2018.06 제7대 전라북도 김제시의회 후반기 안전개발위원회 위원
- 2018.07 ~ 2020.07 제8대 전라북도 김제시의회 의원
- 2018.07 ~ 2020.07 제8대 전라북도 김제시의회 전반기 안전개발위원회 위원장
- 2018.07 ~ 2020.07 제8대 전라북도 김제시의회 전반기 예산결산특별위원회 위원
- 2020.06.12 더불어민주당 탈당
- 2020.07.02 제명
- 2022.07 ~ 제9대 전라북도 김제시의회 의원
- 2022.07 ~ 제9대 전라북도 김제시의회 전반기 안전개발위원회 위원

## 논란
한편, 무소속 유진우 의원이 동료 의원인 고미정 의원과의 불륜을 이유로 시의회에서 제명되어 결원이 발생한 전라북도 김제시의회 다선거구에 대해서는 김제시 선거관리위원회가 시의원 정수가 아직 3/4 이상 남아있고, 유 전 의원이 소송을 제기할 가능성이 있어 보궐선거를 실시하지 않기로 결정하였다. 그 동료 의원이었던 고미정 의원도 6일 뒤 제명됐지만, 비례대표 의원이라서 보궐선거를 치루지 않기 때문에, 결국 김제시의회의 의원석 두 자리는 다음 지방선거 때까지 공석으로 남게 되었다.
- 2024년 4월 4일 “꽃뱀 아니었어?” 그 김제시의원, 또 제명…이번엔 스토킹 혐의

## 역대 선거 결과
|  | 6.20% |

|  | 18.89% |

|  | 41.60% |

|  | 35.97% |